# Erik Hartsuiker
Frederik Klaas Jan »Erik« Hartsuiker, nizozemski veslač, * 19. oktober 1940, Avereest, † 13. januar 2019, Amsterdam.
Hartsuiker je bil krmar, ki je za Nizozemsko nastopil v dvojcu s krmarjem na Poletnih olimpijskih igrah 1964 v Tokiu. Nizozemski čoln je takrat osvojil bronasto medaljo. Nato je leta 1968 nastopil še na Poletnih olimpijskih igrah v Ciudadu de Mexico, kjer je bil krmar nizozemskega četverca s krmarjem, ki je tam osvojil deveto mesto.